# 左摄提增一
牧夫座ξ，又名BD+19 2870，HD 131156、SAO 101250、HR 5544，是牧夫座的一颗恒星，视星等为4.55，位于銀經23.09，銀緯61.36，其B1900.0坐标为赤經14h 46m 46.4s，赤緯+19° 61.36′ 57″。